# Famille Opalinski
La famille Opaliński (pluriel Opalińscy) est une famille de la noblesse polonaise, originaire de la ville d'Opalenica en Grande-Pologne. Elle porte les armoiries Łodzia. Ses membres eurent des fonctions importantes en Pologne aux XVIe et XVIIe siècles. Cette famille de magnats s'est éteinte au XVIIIe siècle.

## Châteaux et demeures
Leur château est situé à Sieraków. Les soubassements du château ont été aménagés en crypte contenant quelques sarcophages de membres éminents de la famille.

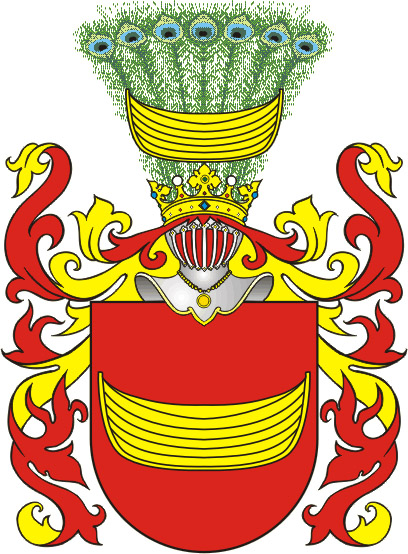
Blason Łodzia
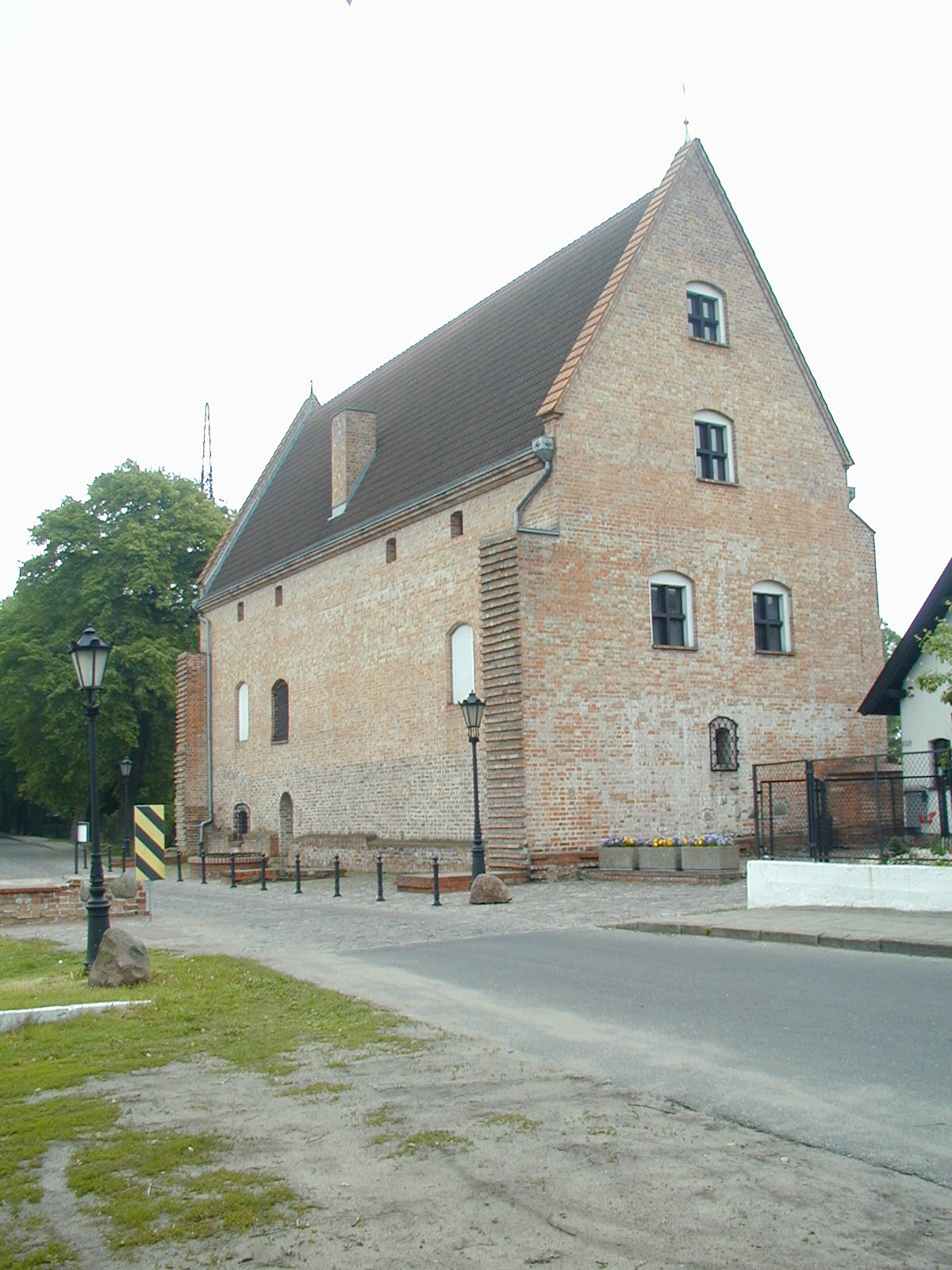
Sieraków : Le reste du château des Opaliński
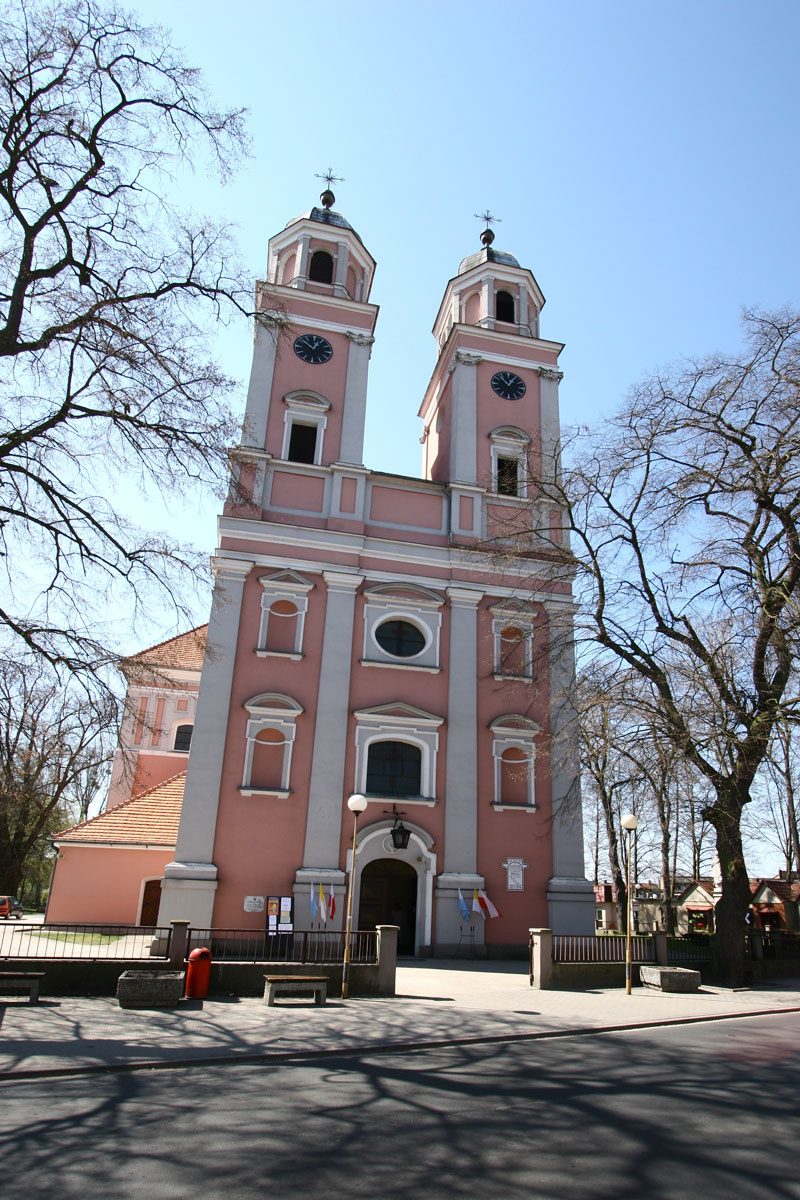
L'Église
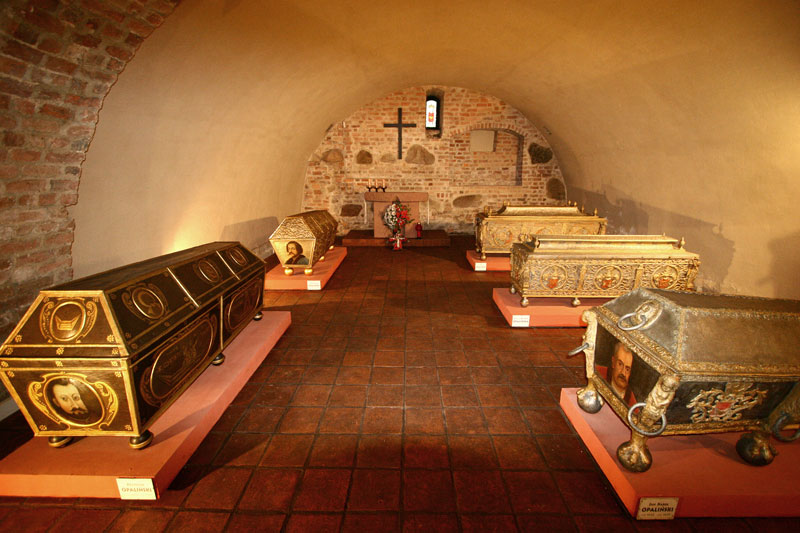
Les sarcophages de la famille Opaliński dans la crypte du château.

## Personnalités
- Andrzej Opaliński (1540-1593), maréchal, puis grand-maréchal de la Couronne
- Jan Opaliński (1546–1598), castellan de Rogozin
- Jan Opaliński (1581–1637)
- Łukasz de Bnin Opaliński (1581-1654), castellan de Poznań
- Piotr Opaliński (1586–1624), voïvode et staroste polonais
- Krzysztof Opaliński (1611–1655), poète, diplomate, maréchal de la Couronne
- Łukasz de Bnin Opaliński (1612-1666)
- Jan Karol Opalinski (1642–1695), voïvode et staroste polonais
- Katarzyna Opalińska (1682-1747), reine de Pologne et grande-duchesse de Lituanie, puis duchesse de Lorraine et de Bar